# Battaglie del Monte Isel

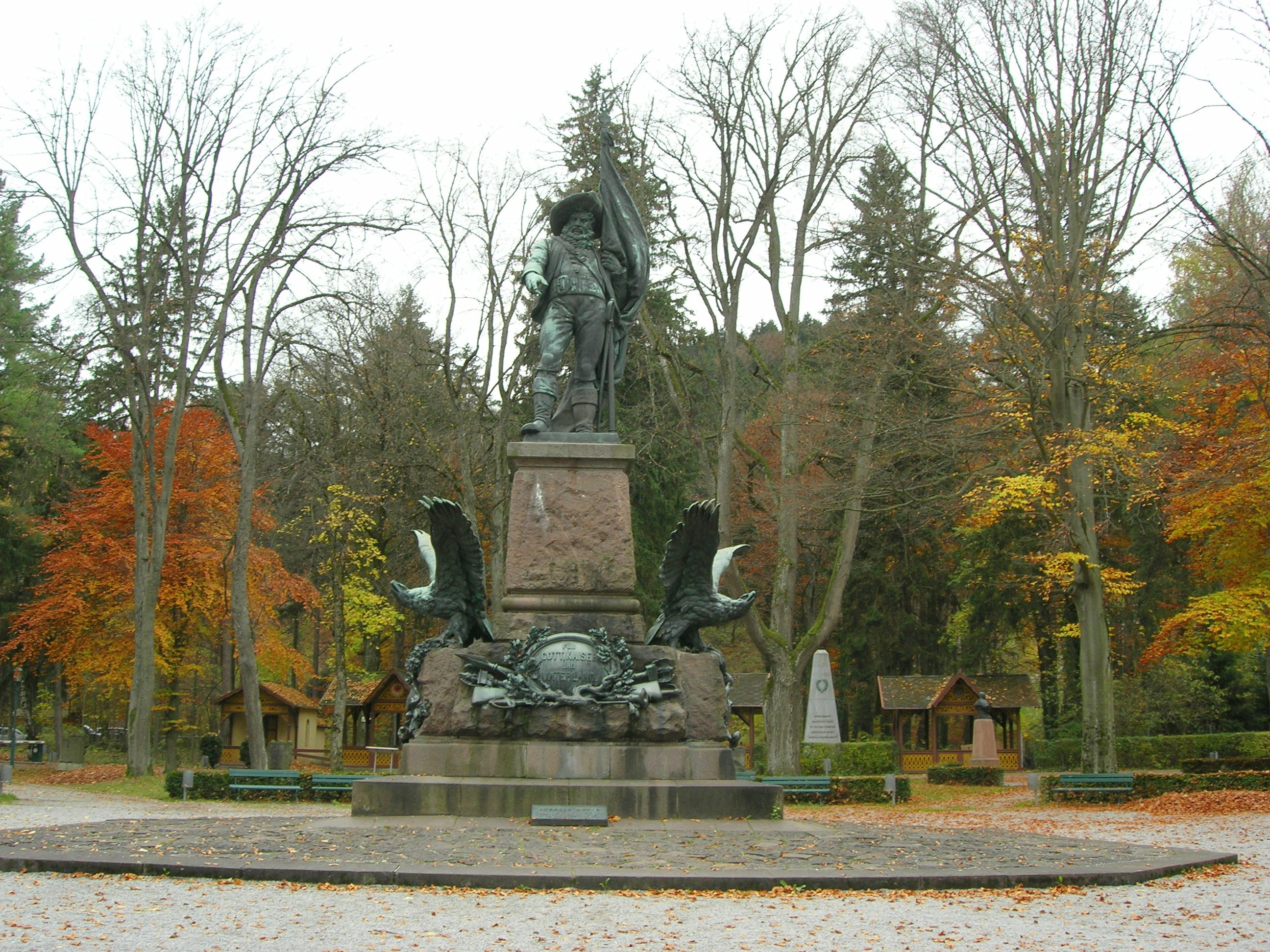
Statua di Andreas Hofer sul monte Isel, opera di Heinrich Natter

Le battaglie del monte Isel furono una serie di quattro scontri armati fra le truppe tirolesi, comandate da Andreas Hofer, e quelle franco-bavaresi, che ebbero luogo nel corso del 1809 sul monte Isel, una collina a sud di Innsbruck. Esse fanno parte dell'insorgenza tirolese e possono anche essere considerate, vista la stretta connessione, parte della guerra della Quinta coalizione contro Napoleone.

## Le quattro battaglie
Le battaglie si svolsero nell'ambito dell'insorgenza tirolese del 1809. I combattimenti ebbero inizio il 12 aprile di quell'anno.

### Prima battaglia del Monte Isel
La prima battaglia del Monte Isel ebbe luogo il 12 aprile 1809 e si risolse con la liberazione della capitale tirolese, la città di Innsbruck, da parte di un'unità combattente agli ordini del capo degli Schützen, Martin Teimer von Wildau di Silandro. Le truppe bavaresi del generale Kinkel dovettero rinunciare al Tirolo.
Il 13 aprile 1809 un'altra unità franco-bavarese, agli ordini del generale Bisson, che era scesa dal Brennero con lo scopo di riprendere Innsbruck, dovette capitolare.
Grazie ad uno stratagemma, Martin Teimer sgattaiolò via vestito con l'uniforme di un ufficiale in pensione dello Stato maggiore dell'esercito austriaco, il maggiore Spaur, evitando una nuova battaglia intorno alla città. Teimer, con l'intervento di un interprete di nome Lener, fissò le trattative della capitolazione a Wilten e ad un determinato momento fece esplodere un colpo di cannone.
Con il suo energico incedere da generale di Stato maggiore austriaco riuscì a convincere il nemico che le truppe austriache si trovavano già di fronte ad Innsbruck, mentre in realtà si trovavano solo al confine settentrionale, presso Kufstein. Gli 8 000 soldati, tra bavaresi e francesi, capitolarono senza colpo ferire.
Per garantire il trattato di capitolazione Teimer venne nominato a posteriori dall'imperatore Francesco I maggiore dell'esercito austriaco. Più tardi, tra il 1810 ed il 1812, egli venne insignito dell'Ordine militare di Maria Teresa ed entrò nella più alta nobiltà con il titolo di barone di Wiltau (Wilten).
Con Andreas Hofer egli fu chiamato come uomo di fiducia dell'arciduca Giovanni al comando delle milizie dell'insorgenza tirolese.

### Seconda battaglia del Monte Isel
Gli scontri avvenuti fra il 25 ed il 29 maggio del 1809 vennero denominati "seconda battaglia del Monte Isel".
Nelle ore del mattino del 25 maggio 5 000 uomini dell'esercito di contadini tirolesi si radunarono a Matrei e presero ad occupare i versanti montani a sud di Innsbruck. Josef Speckbacher avanzò dalla bassa valle dell'Inn con circa 1 000 Schützen, che più oltre vennero appoggiati da circa 1 200 fanti austriaci, che disponevano di cinque cannoni.
Si giunse subito al combattimento su di un ampio fronte con circa 5 000 soldati bavaresi al comando del generale, senza però che i tirolesi al comando di Andreas Hofer avessero un piano di battaglia vero e proprio.
La notte che sopraggiungeva e un temporale bloccarono ogni decisione, i bavaresi difendevano il piano della valle, i tirolesi le falde del monte. I capi degli Schützen, Hofer, Haspinger e Speckbacher erano in difficoltà nel trattenerli sul monte Isel: i contadini avevano fretta di vincere e tornare a casa. Giunse in Tirolo la notizia che Napoleone era stato sconfitto ad Aspern, vicino a Vienna. Questo fu il motivo per cui gli Schützen, pieni di ottimismo e ansiosi di vincere, attaccarono nuovamente la mattina del 29 maggio. Le truppe bavaresi subirono notevoli perdite e dovettero ritirarsi nella bassa valle dell'Inn.
Il 30 maggio Andreas Hofer rientrò ad Innsbruck. In proposito vi è ancora un vecchio racconto:
 La sera del 25 maggio 1809 Andreas Hofer sedeva nella Trattoria Schupfen, il suo Quartier generale, con i suoi fedeli. Improvvisamente giunse un vecchio che voleva essere ammesso alla sua presenza. Quando infine questi riuscì a raggiungere il suo tavolo, disse ad Hofer: «Hofer, il mattino del 29 maggio Tu devi attaccare, così vincono i tirolesi!» Il vecchio scomparve e nessuno poté mai venire a sapere, chi fosse costui. Così si fece strada la convinzione, che si fosse trattato di un angelo che, sotto le spoglie di un uomo anziano, avesse comunicato ad Hofer l'appuntamento con la battaglia.
Così dice la leggenda.
Dopo la sconfitta di Aspern, però, Napoleone sconfisse a sua volta gli austriaci a Wagram, costringendoli poi il giorno 12 maggio a sottoscrivere l'armistizio di Znaim, con il quale veniva confermata la sovranità bavarese sul Tirolo.

### Terza battaglia del Monte Isel

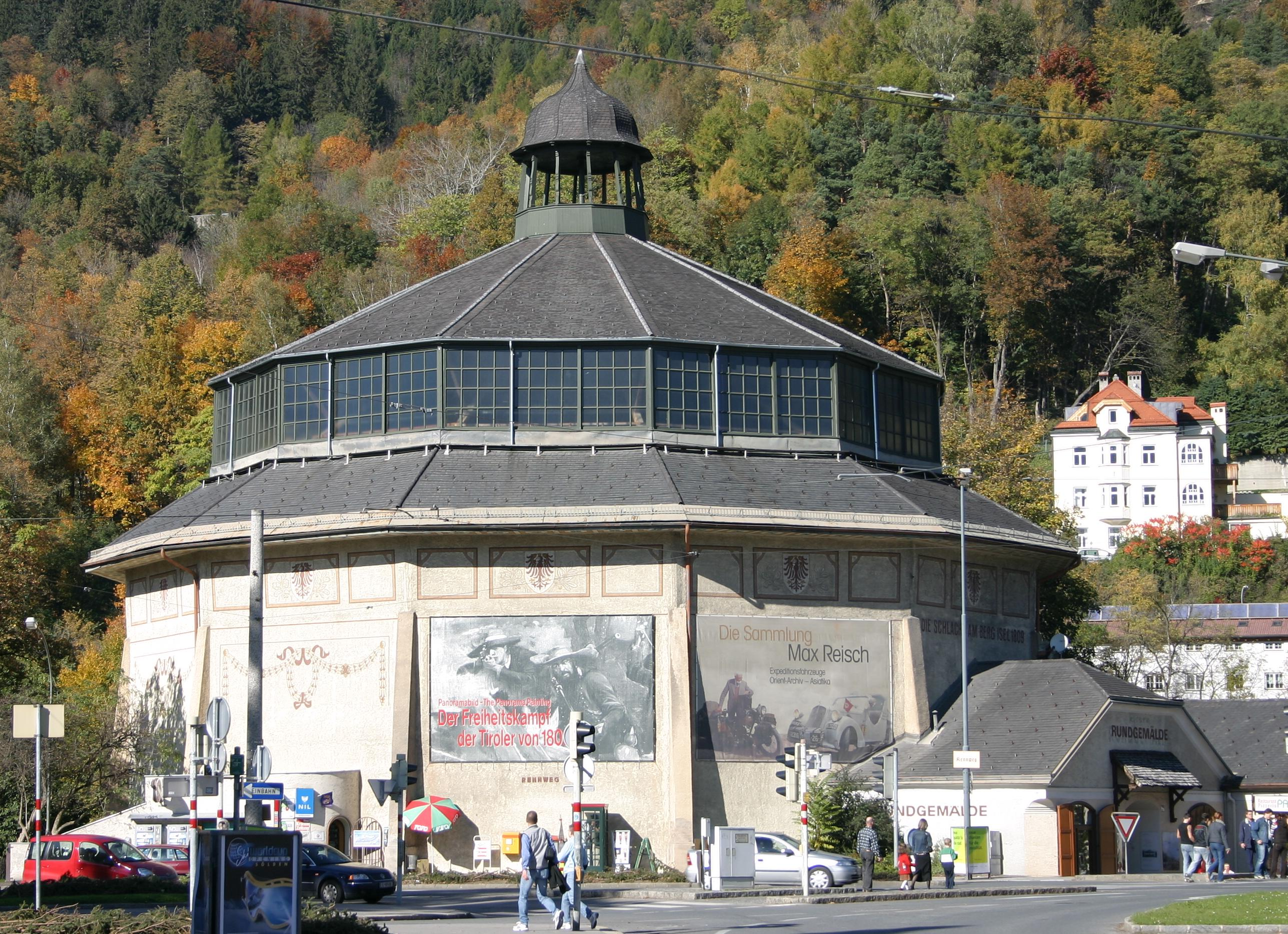
La Rotonda, ex sede delle gigantografie di Innsbruck

Nella seconda metà di luglio un'armata forte di 40 000 uomini, su ordine di Napoleone, marciò in tutto il Tirolo per sedare la rivolta ma negli scontri intorno alle gole di Lienz, a quelle di Ehrenberg presso Reutte, ai ponti sull'Inn fra Landeck e Prutz e nelle forre dell'Isarco, fra Vipiteno e Bressanone subirono grosse perdite.
Ma la battaglia decisiva fu combattuta sul monte Isel il 13 agosto fra un contingente misto di truppe bavaresi, sassoni e francesi, sotto il comando del maresciallo francese François Joseph Lefebvre, ed uno spiegamento di Schützen tirolesi quasi altrettanto numeroso: al centro di questo schieramento stavano le compagnie provenienti dal sud e nord-Tirolo al comando di Peter Mayr. A Lefèbvre non rimase altro, dopo un giorno di tregua, che ritirarsi il 15 agosto attraverso la bassa valle dell'Inn.
Andreas Hofer governò il territorio come Comandante supremo dalla città di Innsbruck.

### Quarta battaglia del Monte Isel

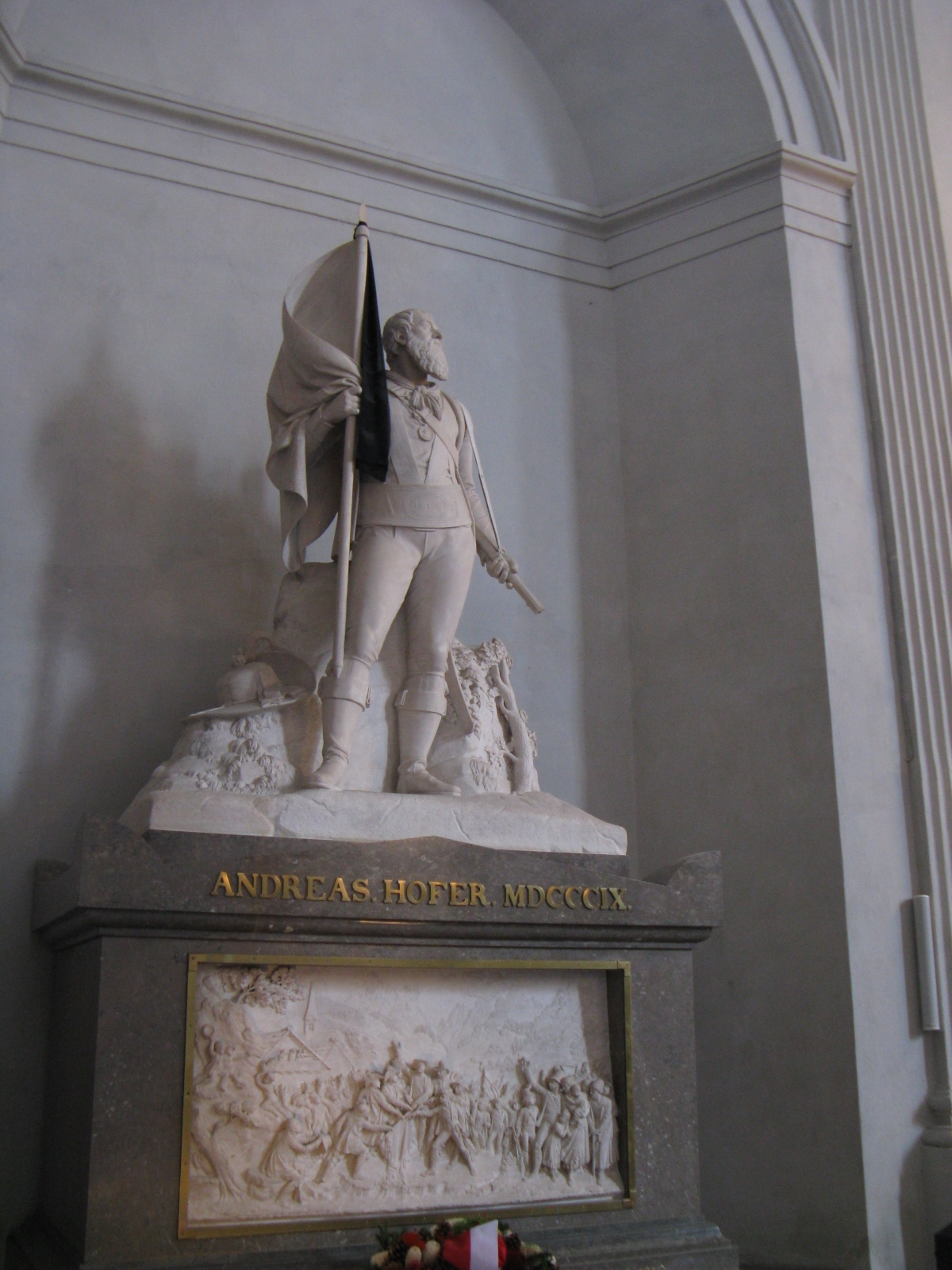
Tomba di Andreas Hofer presso la Hofkirche di Innsbruck

Già nel giorno della stipula del trattato di Schönbrunn Napoleone diede l'ordine di sottomettere il Tirolo. A metà ottobre le truppe bavaresi invasero il Tirolo, ed il 24 si trovavano davanti ad Innsbruck. Hofer aveva lasciato già la capitale e si preparava ad un rinnovato attacco.
Dopo leggeri scontri i bavaresi attaccarono il monte Isel e dopo un combattimento durato circa due ore l'ultima delle battaglie del monte Isel fu persa per i tirolesi.
Singoli successi a metà novembre presso Merano e presso San Leonardo in Passiria non poterono impedire la sconfitta ed Andreas Hofer, fuggitivo, grazie al tradimento di uno dei suoi fu catturato e tradotto in carcere il 28 gennaio 1810 e fucilato il 20 febbraio a Mantova.

## Conseguenze
Il 28 febbraio 1810, con il trattato di Parigi, il Tirolo venne suddiviso in tre parti: la parte centrale del Tirolo (inclusa Bolzano) e quella meridionale (inclusa Trento) furono assegnate al Regno d'Italia, il Tirolo orientale fu assegnato alle Province Illiriche francesi ed il Tirolo Settentrionale rimase alla Baviera.
Con il congresso di Vienna, sconfitto definitivamente Napoleone, il Tirolo tornò interamente sotto la sovranità austriaca.